# Ceriano Laghetto
Ceriano Laghetto (lombardul: Cerian vagy Cirlian) település Olaszországban, Lombardia régióban, Monza e Brianza megyében. Lakosainak száma 6656 fő (2023. január 1.). Ceriano Laghetto Cesano Maderno, Saronno, Solaro, Bovisio-Masciago és Cogliate községekkel határos.

## Népesség
A település lakossága az elmúlt években az alábbi módon változott:
| Lakosok száma | 6463 | 6519 | 6526 | 6656 |
|               | 2013 | 2017 | 2018 | 2023 |